# Flexitarianismo

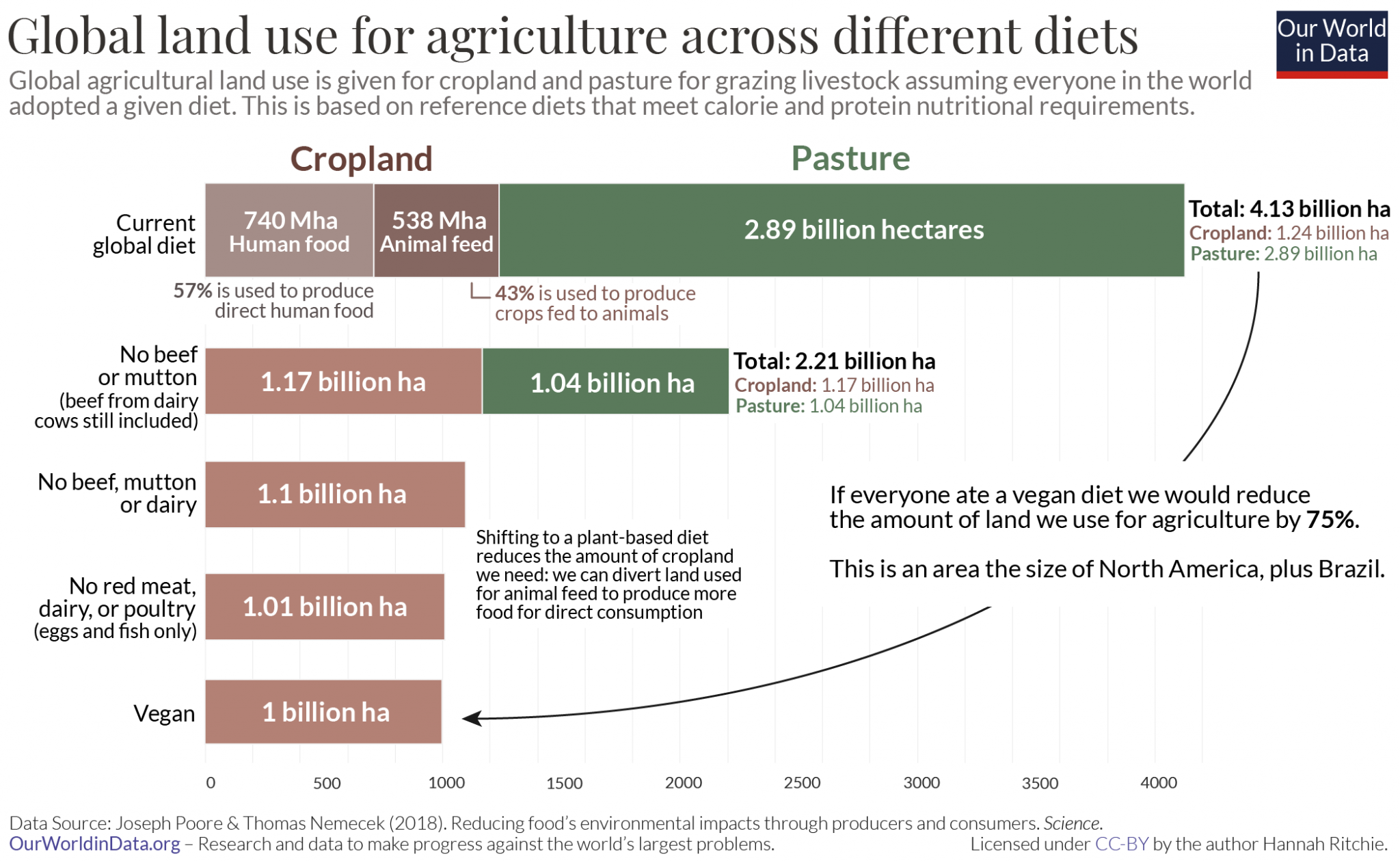
La cantidad de tierra agrícola necesaria en todo el mundo se reduciría casi a la mitad si no se comiera carne de res o de cordero (se permiten otras carnes).

El flexitarianismo es la práctica de consumir alimentos principalmente de origen vegetal y  consumo ocasionales de alimentos de origen animal. Esto es una práctica común entre la población que no se puede permitir el consumo constante de carne. Es una dieta semivegetariana. Un flexitariano puede que en su casa solamente cocine platos vegetarianos, pero que en casa de amigos o familiares o cuando va a un restaurante o algún evento social coma platos que contengan carne.

## Origen del término
El primer uso conocido del término «flexitariano» se encuentra en el número del 17 de octubre de 1992 del Austin American-Statesman. En este número, la reportera Linda Anthony escribió un artículo titulado Acorn sirve «comida flexiteriana». El artículo trataba de la reciente apertura del nuevo Acorn Café y señalaba que la propietaria, Helga Morath, denominaba a su comida «flexiteriana». En 2003, la American Dialect Society votó «flexitarian» como la palabra más útil del año, y la definió como «un vegetariano que ocasionalmente come carne».
En el español culto se recomienda el uso de los términos «carnivegetariano» y «carniverdurianismo» en lugar de «flexitariano» o «flexitarianismo».

## Aceptación y críticas
Algunos medios han señalado el flexitarianismo como una creciente deformación de la dieta omnívora. Ninguna organización vegetariana lo reconoce como una categoría del vegetarianismo y, en general, se ve como algo paradójico y de difícil delimitación. Ha sido conocido también como vegetarianismo part time o vegetarianismo a tiempo parcial.

## Lecturas relacionadas
- Dawn Jackson Blatner, RD, LDN (2009). The Flexitarian Diet: The Mostly Vegetarian Way to Lose Weight, Be Healthier, Prevent Disease, and Add Years to Your Life. McGraw-Hill Professional. ISBN 978-0-07-154957-8

- Datos: Q2583254